# Pusiola leiodes
Pusiola leiodes là một loài bướm đêm thuộc phân họ Arctiinae, họ Erebidae.